# Línea 15 (Asunción)
La Línea 15 de colectivos de Asunción es una línea de autobuses perteneciente a la empresa Automotores Guaraní S.A.C.I., cuyo ente regulador es el Viceministerio de Transporte (VMT), dependiente del Ministerio de Obras Públicas y Comunicaciones (MOPC). Atraviesa distintos puntos de Gran Asunción, en sus distintos itinerarios. También la Línea 47 AG S.R.L. cuyo itinerario es Guarambaré-Ips y Guarambaré-Ex Hospital De Clínicas pertenece a este grupo empresarial.

## Administración
Representante de la Empresa: Jorge Jure
Teléfono de Denuncias: 0800-11-0004
Teléfono de la Empresa: 021-510143

## 15-1: Villa Elisa
IDA: Parada de Villa Elisa, por Virgen del Carmen, Rodríguez de Francia, Av. Américo Pico, Av. Defensores del Chaco, Andrés Barbero, De la Victoria, José Félix López, Av. Eusebio Ayala, Av. Boggiani, Músicos del Chaco, Mecánicos de Aviación, Alsina, José Domingo López, Av. Mcal. López, Av. Perú, Azara - Gral. Díaz, Colón, Roma - Blas Garay (4.ª. pytda.), Av. José Félix Bogado, Tata Yyba (16 Pytda.), José Morelos, Santa Fe, Funes, Tte. Rojas Silva, Herminio Paredes, Brasil, Terminal Barrio R. L. Pettit.
Vuelta de Terminal Barrio R. L. Pettit: Brasil, Herminio Paredes, Tte. Rojas Silva, Funes, Santa Fe, José Morelos, Tata Yyba (16pytda.), Av. José F. Bogado, Av. Acuña de Figueroa - Av. Francisco Dupuys (5.ª. pyda.), Montevideo, Oliva - Cerro Corá, Gral. Aquino, Av. Mcal. López, Soriano González, Nicolas Goldshmit, José Domingo López, Alsina, Mecánicos de Aviación, Cirilo Rivarola, Av. Madame Lynch, Av. Defensores del Chaco, Av. Américo Pico, Av. Von Polesky, Virgen del Carmen, Terminal Villa Elisa.
●  Puntos de interés: 
- Hospital de Villa Elisa.
- Petropar.
- Mercado Central de Abasto.
- Shopping Multiplaza.
- Municipalidad de Asunción.
- Departamento de Identificaciones.
- Shopping Villa Morra.
- Shopping Mariscal López.
- Iglesia y Cementerio de la Recoleta.
- Mburuvicha Róga.
- Hospital de Policía "Rigoberto Caballero".
- Estadio Manuel Ferreira (Club Olimpia).
- Hotel Guaraní.
- Asunción Supercentro.
- Plaza de la democracia.
- SNT Cerro Corá.
- Palacio de Justicia.
- Estadio Defensores del Chaco.
- Estadio Gral. Pablo Rojas (Cerro Porteño).

## 15-2: Ñemby
IDA: Desde Parada de Ytororó - Av. San Antonio, (1-Ramal Salinas-San Antonio-Achucarro) Cabo Silvio Ovelar, Paso de Patria, Sin Nombre, Av. San Agustín, Santa Verónica, Av. Paraguay, Av. La Merced, Santa Rosa, Tte. Galearzzi, 9 de agosto, Acceso Sur; (2-Ramal Caaguazú) Calle Terport, Acceso Sur, Tte. Fariña, Av. Caaguazú, Av. Gral. Bernardino Caballero, Acceso Sur, Av. Fernando de la Mora, Próceres de Mayo, Av. Gaspar Rodríguez de Francia, Brasil, Azara, Gral. Díaz, Río de la Plata, Profesor Luís Alberto Garcete, Juan Díaz de Solís, Parada.
Vuelta: Juan Díaz de Solís, Teniente Kanonnikoff, Isabel la Católica, Doctor Justo Pastor Candia, Doctor Emiliano Paiva, Teniente Guillermo Arias, Estero Bellaco, Oliva, Cerro Corá, Estados Unidos,  Av. Gaspar Rodríguez de Francia, Av. Próceres de Mayo, Av. Fernando de la Mora, Acceso Sur, Independencia Nacional (1-Ramal Salinas-San Antonio-Achucarro) Santa Rosa, Av. La Merced, Av. Paraguay, Santa Verónica, Av. San Agustín, Sin nombre, Cabo Silvio Ovelar, Av. San Antonio - Hasta Parada de Ytororó; (2-Ramal Caaguazú) 9 de agosto, Bernardino Caballero, Av. Caaguazú,  Tte. Fariña, Acceso Sur, Calle Terport, Av. San Antonio - Hasta Parada de Ytororó.
Tramo antiguo: Desde Guillermo Arias, Dr. Paiva, Guillermo Arias, Alejo García, Comandante Gamarra, Melo de Portugal, Alférez Silva, Díaz de Guzmán – Hasta Terminal Molino. Vuelta: Desde Terminal Molino - Díaz de Guzmán, Alférez Silva, Melo de Portugal, Comandante Gamarra, Alejo García, Guillermo Arias.
●  Puntos de Interés 
- Paraguay Refrescos S.A.
- Terminal de Ómnibus de Asunción.
- Mercado Municipal Nro. 4.
- Hotel Guaraní.
- Plaza de la democracia.
- Asunción Supercentro.
- Hospital Militar.
- Ex hospital de Clínicas.

## 15-3: San Antonio-Ñemby
Ramal Mariscal López: Parada Ytororó, Avenida San Antonio (Vuelta por Plaza San Antonio), Cadete de Boquerón, Acceso Sur, Santa Rosa, Tte. Galearzzi, 9 de agosto, Acceso Sur, Avenida Defensores del Chaco, Avenida Madame Lynch, Juana de Lara, Fortín Galpón, Avenida Mcal. López, Avenida Perú, Azara - Gral. Díaz, Colón, Avenida Carlos Antonio López, Isabel la Católica, Juan Leon Mallorquín, Portugal (cambia a Terminal-Gral. Santos), Avenida Colón, Audibert, Avenida Chiang Kai Shek, Chile, Roma - Blas Garay (4.ª. pyda.), Avenida José Félix Bogado, 24 de Mayo, Avenida Gral. Máximo Santos, Avenida Fernando de la Mora, Acceso Sur, Independencia Nacional, Defensores del Chaco, Acceso Sur, Cadete de Boquerón, Avenida San Antonio (Vuelta por Plaza San Antonio), Parada.
Ramal Terminal-Gral. Santos: Parada de Ytororó, Avenida San Antonio (Vuelta por plaza San Antonio), Cadete de Boquerón, Acceso Sur, Santa Rosa, Tte. Galearzzi, 9 de agosto, Acceso Sur, Avenida Fernando de la Mora, 3 de febrero, 14 de junio, Avenida Gral. Máximo Santos, 2 de Mayo, Avenida José Félix Bogado, Avenida Acuña de Figueroa - Avenida Francisco Dupuys (5.ª. pyda.), Ntra. Sra. de la Asunción, Av. Chiang Kai Shek, José Segundo Decoud (15 pydas.), Noruega, Juan León Mallorquín (cambia a Mariscal López), Díaz de Solís, Avenida Carlos Antonio López, Milano (2.ª pyda.), Montevideo, Oliva - Cerro Corá, Gral. Aquino, Avenida Mcal. López, Soriano González, Nicolas Goldshmith, José Domingo López, Alsina, Mecánicos de Aviación, Cirilo Rivarola, Avenida Madame Lynch, Av. Defensores del Chaco, Sgto. Penayo, Maskoi, Av. Fernando de la Mora, Acceso Sur, Independencia Nacional, Defensores del Chaco, Acceso Sur, Cadete de Boquerón, Avenida San Antonio (Vuelta por Plaza San Antonio). Parada.
● Puntos de interés:
- Embotelladora PEPSI S.A. / AJ VIERCI S.A.
- Paraguay Refrescos S.A.
- Terminal de Ómnibus de Asunción.
- I.P.S. Clínica 12 de junio.
- AFEMOT.
- Estadio Gral. Pablo Rojas (Club Cerro Porteño).
- Estadio Club Sol de América.
- Estadio Defensores del Chaco.
- Palacio de Justicia.
- Mercado Central de Abasto.
- Municipalidad de Asunción.
- Departamento de Identificaciones.
- Shopping Villa Morra.
- Shopping Mariscal López.
- Iglesia y Cementerio de la Recoleta.
- Penitenciaría de mujeres "El buen pastor".
- Mburuvicha Róga.
- Hospital de policía "Rigoberto Caballero".
- Estadio Manuel Ferreira (Club Olimpia).
- Hotel Guaraní.
- Plaza de la democracia.
- Asunción Supercentro.
- SNT TV Cerro Corá.

## 15-4: San Antonio-Villa Elisa
IDA: Avenida San Antonio, Rotonda Ytororó, Acceso Sur, Avenida Paso de Patria, San Jorge, Ycua Ka'aguy, Mcal. López, Avenida San Antonio, Avenida Von Polesky, Virgen del Carmen, Rodríguez de Francia, Avenida Américo Picco, Francia, Avenida Von Polesky, Avenida Defensores del Chaco, Ceferino Ruiz, Fortín Toledo, Avenida Fernando de la Mora, Avenida Próceres de Mayo, Avenida Gaspar Rodríguez de Francia, Brasil, Azara, Gral. Díaz, Profesor Luís Alberto Garcete, Juan Díaz de Solís, Parada.
Vuelta: Juan Díaz de Solís, Teniente Kanonnikoff, Isabel la Católica, Doctor Justo Pastor Candia, Doctor Emiliano Paiva, Teniente Guillermo Arias, Estero Bellaco, Oliva, Cerro Corá, Estados Unidos, Avenida Gaspar Rodríguez de Francia, Avenida Próceres de Mayo, Avenida Fernando de la Mora, Avenida Defensores del Chaco, Avenida Von Polesky,  Francia, Avenida Américo Picco, Avenida Von Polesky, Avenida San Antonio, Mcal. López, Ycua Ka'aguy, San Jorge, Avenida Paso de Patria, Acceso Sur, hasta parada de San Antonio.
Tramo antiguo: Desde Guillermo Arias, Dr. Paiva, Guillermo Arias, Alejo García, Comandante Gamarra, Melo de Portugal, Alférez Silva, Díaz de Guzmán – Hasta Terminal Molino. Vuelta: Desde Terminal Molino - Díaz de Guzmán, Alférez Silva, Melo de Portugal, Comandante Gamarra, Alejo García, Guillermo Arias.

## Ramales desaparecidos
● 15-1: Por Madame Lynch, Mcal López
● 15-2: Por Ruta Ñemby, Av. Defensores del Chaco, Av. Eusebio Ayala, Gral. Aquino, Pa'i Pérez, Azara. Vuelta por Estados Unidos, Petirossi - Ramal 3: Acceso Sur, hasta parada San Antonio.
● 15-3: Av. Sacramento, Artigas.
● 15-4:Cadete de Boquerón, Acceso Sur, Av. Defensores del Chaco, Av. Eusebio Ayala, Gral. Aquino, Pa'i Pérez, Azara. Vuelta por Estados Unidos, Petirossi.
● Línea 15 Pa'i Ñu (Ñemby).
● Línea 15-3 Por San Lorenzo-Mcal. López (Itinerario actual de la Línea 26)